# 吉田直弘 (サッカー選手)
吉田 直弘（よしだ なおひろ、1997年3月24日 - ）は、神奈川県藤沢市出身のサッカー選手。ポジションはMF。

## 経歴
2015年、神奈川県立湘南台高等学校を卒業後、1年間ブラジルへ留学した。
2016年、タイリーグに所属していたBanbueng F.C.のトライアウトに参加。
トライアウトでの活躍が評価され自身初のプロ契約を結んだ。
2021年12月、現役を引退した。